# Claus Gamborg
Claus Gamborg (7. juli 1972 – 4. august 1995) var en dansk sergent fra Danske Livregiment, som var udsendt til Kroatien i 1995 som en del af United Nations Protection Force. Han var den første danske FN-soldat, der blev dræbt i åben kamp.
Under Operation Storm den 4. august 1995 blev Gamborgs gruppe angrebet af den Serbiske Milits, da han stod vagt med andre danske soldater ved en observationspost nær Sisak i Kroatien – populært kaldet "Sisak crossing". De danske soldater blev ført til den serbiske bunker lige nordøst for checkpointet og senere overladt til deres egen skæbne, da kroaterne rykkede tæt på. Kroaterne troede fejlagtigt, at det var en serbiskvagtpost, de beskød. Gamborg reddede de andre danske soldater ved at han placerede sig i skudlinjen og vinkede med sin blå FN-hjelm for at bevise, at de ikke var serbere. Den forreste kroatiske kampvogn affyrede en granat, der eksploderede 3 meter foran ham. Gamborg blev straks kørt i ambulance til sygehuset i Sisak men omkom af sin kvæstelser inden den nåde frem. Vognkommandøren for den Kroatiske kampvogn var samtidig bataljonschef. Han blev frataget sin kommando få timer efter hændelsen og blev senere straffet ved en militær domstol i Kroatien. 

## Gamborg hædret
Gamborgs lig blev returneret tilbage til Danmark ved en militær mindehøjtidelighed, som bestod af familie, venner og et æreskompagni fra Hæren. Han blev hjemført fra krigen af sine kammerater fra Bravo Kompagniet/Livkompagniet, 1 Bataljonen Danske Livregiment i Den Danske Internationale Brigade. Han fik senere, den 11. august, en militær bisættelse efter militære traditioner, en æresvagt bar hans kiste og de fire ud af seks bærere var hans soldaterkollegaer. Han blev begravet fra Roskilde Domkirke.
Han var blandt de syv første soldater, som blev tildelt Forsvarets medalje for tapperhed den 14. maj 1997. Han er indehaver af andre følgende dekorationer: FN-medaljen (to gange) samt Dag Hammarskjöld-medaljenog Fredsprismedaljen.